# Oosterkerk (Delft)
De Oosterkerk was een gereformeerde kerk gelegen aan de Vlamingstraat in de stad Delft, in de Nederlandse provincie Zuid-Holland. 
De zaalkerk met T-vormige plattegrond was ontworpen door W.C. Coepijn en gebouwd in 1882. De eigenlijke kerk was omsloten door andere gebouwen. Een voormalig woonhuis aan de Vlamingstraat werd verbouwd tot entree en kosterswoning en als voorbouw bij het kerkgebouw getrokken. De voorgevel van het verbouwde huis werd vervangen door de huidige gevel in eclectische stijl. Met uitzondering van de voorbouw werd de kerkzaal van 1882 in 1972 gesloopt en vervangen door nieuwbouw, naar ontwerp van ir. Gerke Kok, destijds werkzaam bij L.P. van der Gaag.
In 1988 werd het gebouw overgenomen door het Leger des Heils. Na het vertrek van het Leger des Heils worden er plannen ontwikkeld om de kerk om te bouwen tot appartementen.
Sint-Adelbertkerk · 
Kerk van het Allerheiligst Sacrament · 
Pastoor van Arskerk · 
Bethlehemkerk · 
Sint-Corneliuskapel · 
De Deur · 
H.H. Franciscus en Clarakerk · 
Génestetkerk · 
Sint-Hippolytuskapel · 
Sint-Hippolytuskerk · 
Hofkerk · 
Immanuëlkerk · 
Levend Water · 
Lutherse kerk · 
Maranathakerk · 
Maria van Jessekerk · 
Maria en Ursulakerk · 
Marcuskerk · 
Nieuwe Kerk · 
O.L.V. Onbevlekt Ontvangen · 
Ontmoetingskerk · 
Oosterkerk · 
Oude Kerk · 
Plaats van Samenkomst · 
Sint-Stanislaskapel · 
Vierhovenkerk · 
Waalse kerk · 
Westerkerk · 
Zuiderkerk